# Alfons Schwarz (Politiker)
Alfons Schwarz (* 25. Oktober 1921 in Königsberg, Ostpreußen; † 18. März 1995) war ein deutscher Politiker der CDU.

## Ausbildung und Beruf
Alfons Schwarz belegte nach dem Erlangen des Abiturs ein Studium der Rechts- und Staatswissenschaften und absolvierte das erste juristische Staatsexamen. Danach war er Wissenschaftlicher Assistent am Institut für Wirtschafts-, Arbeits- und Verkehrsrecht der Albertus-Universität Königsberg und Gerichtsreferendar in Königsberg und Flensburg. Das zweite juristische Staatsexamen erfolgte in Flensburg. Ab 1959 arbeitete Schwarz als Hauptgeschäftsführer der Industrie- und Handelskammer Aachen.

## Politik
Alfons Schwarz trat zum 1. September 1940 der NSDAP bei. Er war ab 1950 Mitglied der CDU. Er war Mitglied der Kreisvorstände der CDU in Flensburg und Aachen sowie Mitglied der Wirtschaftsvereinigung der CDU Rheinland. Von 1955 bis 1959 war er als Mitglied des Rates und des Magistrats der Stadt Flensburg tätig.
Schwarz war vom 26. Juli 1970 an direkt gewähltes Mitglied des 7. Landtages von Nordrhein-Westfalen für den Wahlkreis 001 Aachen-Stadt I. Schwarz schied am 27. Dezember 1971 vorzeitig aus dem Landtag aus. Anschließend war er bis 1981 Staatssekretär im Ministerium für Wirtschaft und Verkehr des Landes Rheinland-Pfalz.
Alfons Schwarz starb 1995 und fand seine letzte Ruhestätte auf dem Aachener Westfriedhof.